# Партия Островов Кука

Символ Партии Островов Кука и флаг страны с 1974 по 1979 год

Партия Островов Кука (англ. Cook Island Party) — партия Островов Кука, основанная в 1964 году Альбертом Генри на основе Прогрессивного сообщества Островов Кука.
Была главной политической силой страны с 1965 по 1978 года и с 1989 по 1999 года. С 1999 по 2005 года участвовала в коалиционных правительствах. На парламентских выборах 1999 года получила 10 мест в парламенте, а в 2004 году — 9 мест. В 2006 году сменился постоянный лидер партии Джеффри Генри, ушедший из политической жизни страны, уступив своё место Генри Пуна. На парламентских выборах 26 сентября 2006 года партия набрала 45,3 % голосов, уступив своему главному сопернику — Демократической партии Островов Кука.
Партия Островов Кука — крупнейшая оппозиционная партия Островов Кука. Имеет тесные связи с Лейбористской партией Новой Зеландии.

## Политические лидеры
1. Альберт Генри (1964—1979)
2. Джеффри Генри (1979—2006)
3. Генри Пуна (2006 — настоящее)